# Royal Brunei Airlines
Royal Brunei Airlines (tiếng Mã Lai: Penerbangan DiRaja Brunei, Jawi: ﻓﻧﺭﺑﺎڠن ﺩﻴﺮﺍﺝ ﺑﺮﻮﻧﻲ), hay RBA, là hãng hàng không duy nhất của Brunei. Hãng này thuộc sở hữu 100% của chính phủ Brunei và là hãng hàng không quốc gia của Sultanate of Brunei Darussalam. Trụ sở của hãng tại sân bay quốc tế Brunei tại Berakas, ngay phía Bắc của thủ đô Bandar Seri Begawan.

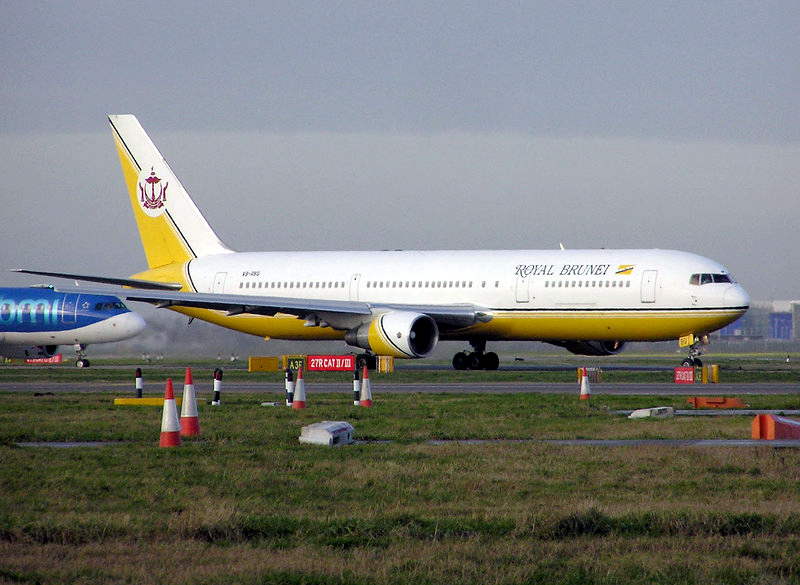
Royal Brunei Airlines Boeing 767-300 tại Sân bay quốc tế London Heathrow

## Điểm đến

### Châu Á

#### Đông Á
- Trung Quốc
  - Hồng Kông (Sân bay quốc tế Hồng Kông)

#### Đông Nam Á
- Brunei
  - Bandar Seri Begawan (Sân bay quốc tế Brunei) - Trụ sở chính
- Indonesia
  - Jakarta (Sân bay quốc tế Soekarno-Hatta)
  - Surabaya (Sân bay quốc tế Juanda)
- Malaysia
  - Kota Kinabalu (Sân bay quốc tế Kota Kinabalu)
  - Kuala Lumpur (Sân bay quốc tế Kuala Lumpur)
  - Kuching (Sân bay quốc tế Kuching)
- Philippines
  - Manila (Sân bay quốc tế Ninoy Aquino)
- Singapore
  - Singapore (Sân bay quốc tế Changi Singapore)
- Thái Lan
  - Bangkok (Sân bay quốc tế Suvarnabhumi)
- Việt Nam
  - Thành phố Hồ Chí Minh (Sân bay quốc tế Tân Sơn Nhất)

#### Tây Á
- Ả Rập Xê Út
  - Jeddah (Sân bay quốc tế King Abdul Aziz)
- Các Tiểu vương quốc Ả Rập Thống nhất
  - Dubai (Sân bay quốc tế Dubai)

### Châu Âu
- Anh
  - London (Sân bay quốc tế London Heathrow)

### Châu Đại Dương
- - Melbourne (Sân bay Melbourne Tullamarine)

## Đội bay

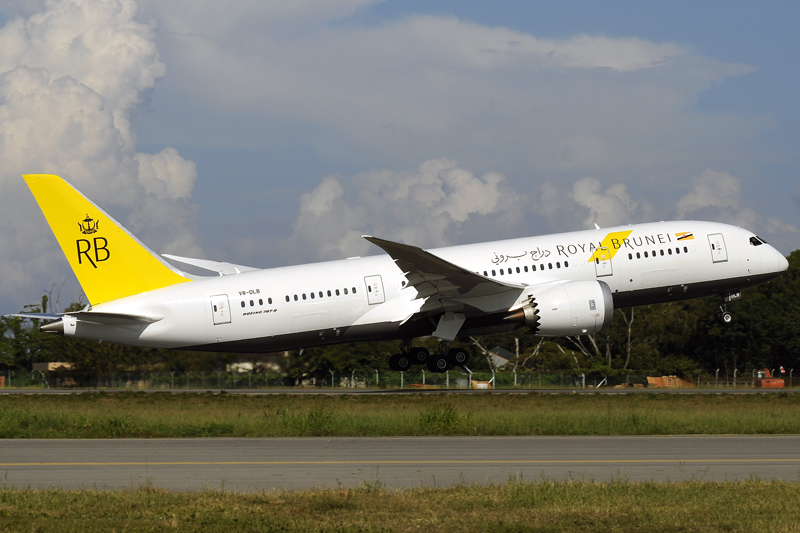
Máy bay Boeing 787 Dreamliner của Royal Brunei Airlines cất cánh khỏi sân bay quốc tế Kota Kinabalu.

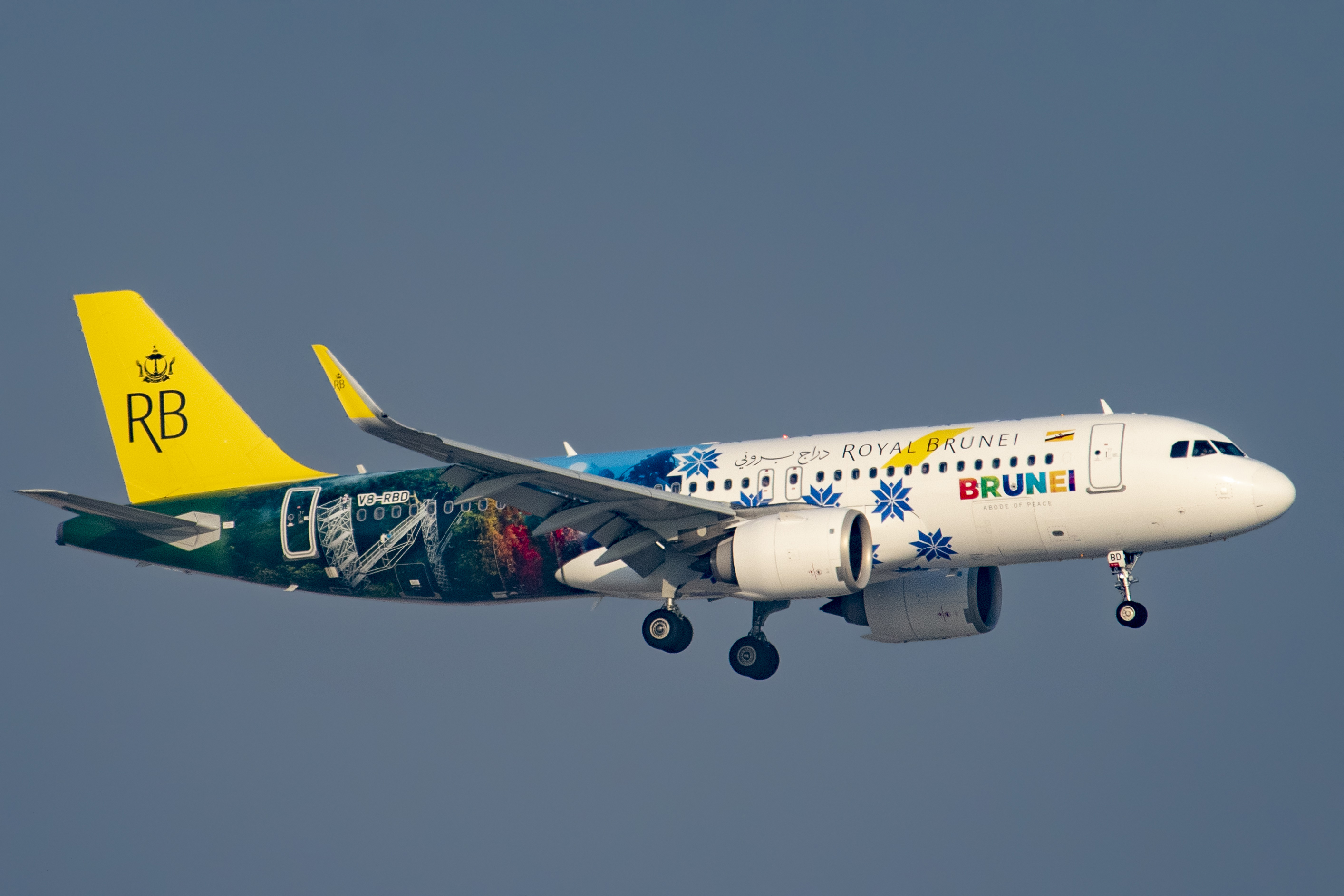
Airbus A320neo

Đội bay của Royal Brunei Airlines tính đến tháng 2 năm 2024:
| Máy bay         | Đang hoạt động | Đặt hàng | Số khách | Số khách | Số khách | Số khách | Ghi chú |
| Máy bay         | Đang hoạt động | Đặt hàng | C        | W        | C        | Tổng     | Ghi chú |
| --------------- | -------------- | -------- | -------- | -------- | -------- | -------- | ------- |
| Airbus A320-200 | 1              | —        | 12       | 18       | 120      | 150      |         |
| Airbus A320neo  | 7              | —        | 12       | 18       | 120      | 150      | [ 4 ]   |
| Boeing 787-8    | 5              | —        | 18       | 52       | 184      | 254      |         |
| Boeing 787-9    | —              | 4        | TBA      | TBA      | TBA      | TBA      |         |
| Tổng cộng       | 13             | 4        |          |          |          |          |         |

### Màu sơn đặc biệt
Vào năm 2014, chiếc Boeing 787-8 của Royal Brunei Airlines (số đăng ký V8-DLD) được sơn biểu trưng kỷ niệm 40 năm hoạt động của hãng hàng không ở vị trí sau cửa sau hai bên máy bay.

### Đội bay cũ
Royal Brunei Airlines đã sử dụng các loại máy bay sau:
- Airbus A319-100
- Boeing 737-200 (gồm mẫu B737-200QC được dùng để vừa chở khách vừa chở hàng hóa)
- Boeing 727-200
- Boeing 757-200
- Boeing 767-200/200ER
- Boeing 767-300ER
- Boeing 777-200ER
- Fokker 50
- Fokker 100